# Monumento de guerra

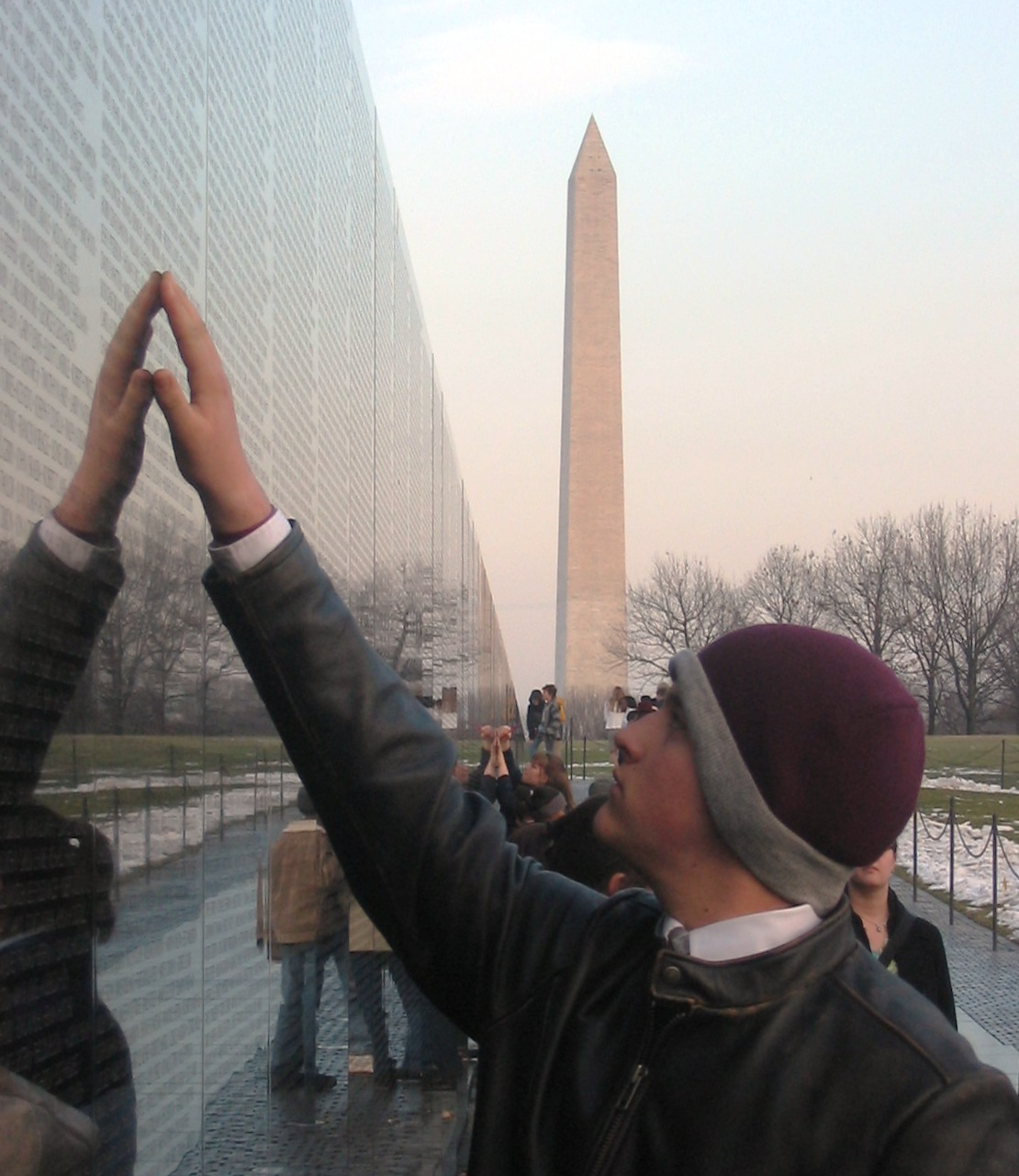
Monumento a los Veteranos de Vietnam en Washington D. C., Estados Unidos.

Un monumento de guerra es un tipo de monumento conmemorativo para honrar a las víctimas de un conflicto bélico. La expresión memorial de guerra, calco de la voz inglesa war memorial, también es usada en español, aunque está desaconsejada por la Real Academia Española. Cuando el monumento está dedicado específicamente a los soldados que lucharon y fallecieron en combate, este se denomina monumento a los caídos. Cuando el monumento alberga la tumba de un soldado no identificado que murió en combate, se denomina tumba del soldado desconocido.
Los monumentos de guerra pueden tener forma de cenotafios o de placa conmemorativa, y pueden ubicarse en el centro de una ciudad o pueblo, en el mismo campo de batalla o en algunos edificios emblemáticos. Hasta principios del siglo XIX eran poco habituales y generalmente estaban dedicados a conmemorar las victorias militares, por lo que rara vez llevaban los nombres de los soldados caídos en combate, a excepción de que se tratasen de grandes personalidades con un desempeño significativo en la batalla. Uno de los casos más conocidos es el Arco del Triunfo de París, ordenado por Napoleón Bonaparte para conmemorar a todos los generales y oficiales que participaron en la batalla de Austerlitz.
Los monumentos de guerra pueden estar dedicados a todos los soldados anónimos que dieron su vida por la patria, como es habitual en la mayor parte de los monumentos a los caídos de muchas comunas de Francia, o contener el nombre de todos y cada uno de los combatientes que participaron activamente en el conflicto bélico, como es el caso del Monumento a los Veteranos de Vietnam, situado en Washington D. C.
Regularmente se celebran ceremonias para honrar y conmemorar a las víctimas en fechas señaladas. El 11 de noviembre, aniversario del armisticio que puso fin a la Primera Guerra Mundial, tiene lugar el Día del Recuerdo, festivo en países como Bélgica, Francia, Polonia o el Reino Unido, donde se organizan homenajes junto a los monumentos dedicados a la Gran Guerra, como por ejemplo llevar flores. En Estados Unidos, el último lunes del mes de mayo tiene lugar el Día de los Caídos o Memorial Day, donde se reparten amapolas en señal de luto, se guarda un minuto de silencio y el presidente lee un discurso dirigido a los ciudadanos estadounidenses.

## Galería

Ejemplos de monumentos de guerra
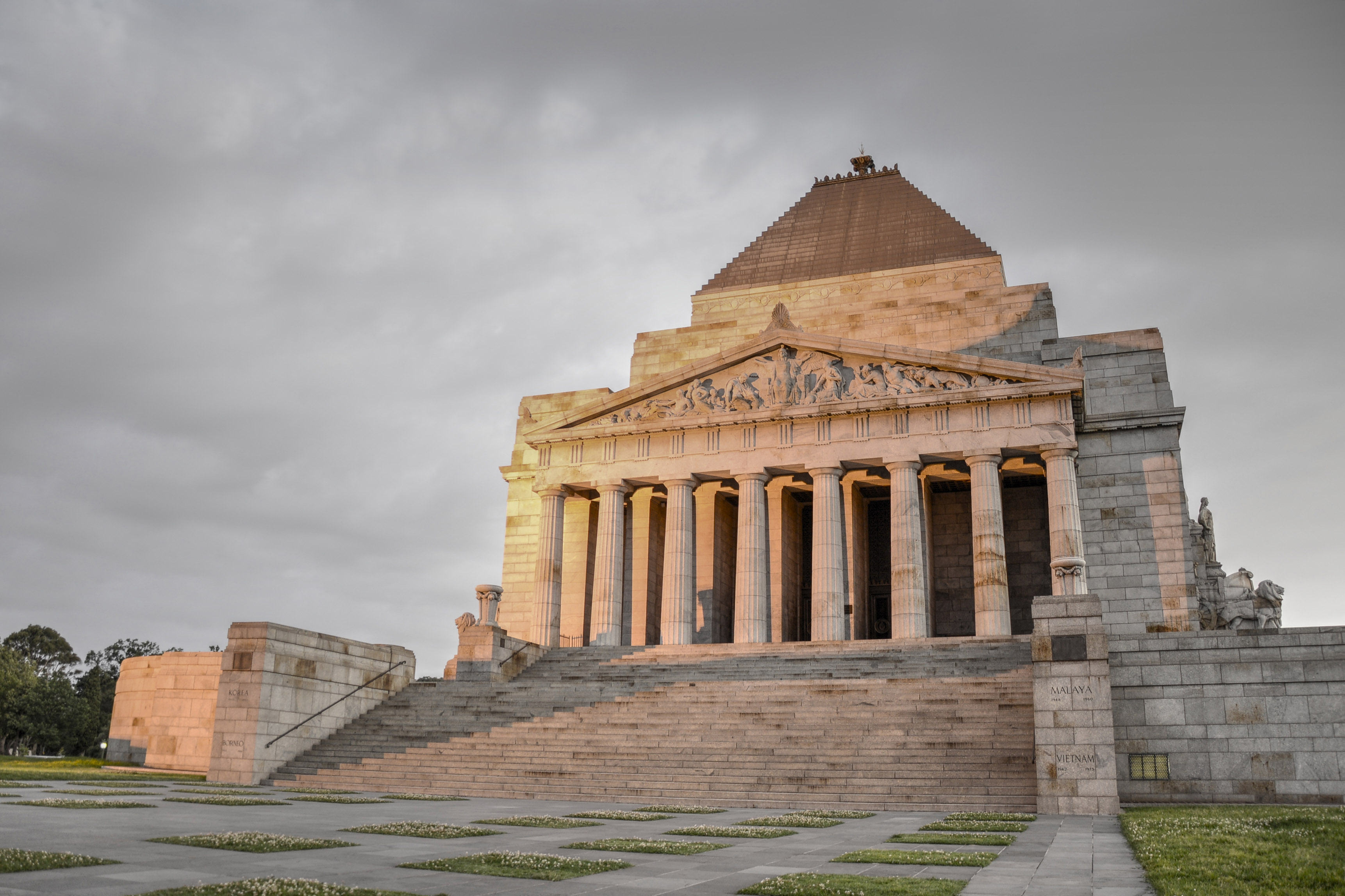
El Santuario de la Memoria en Melbourne, Australia.
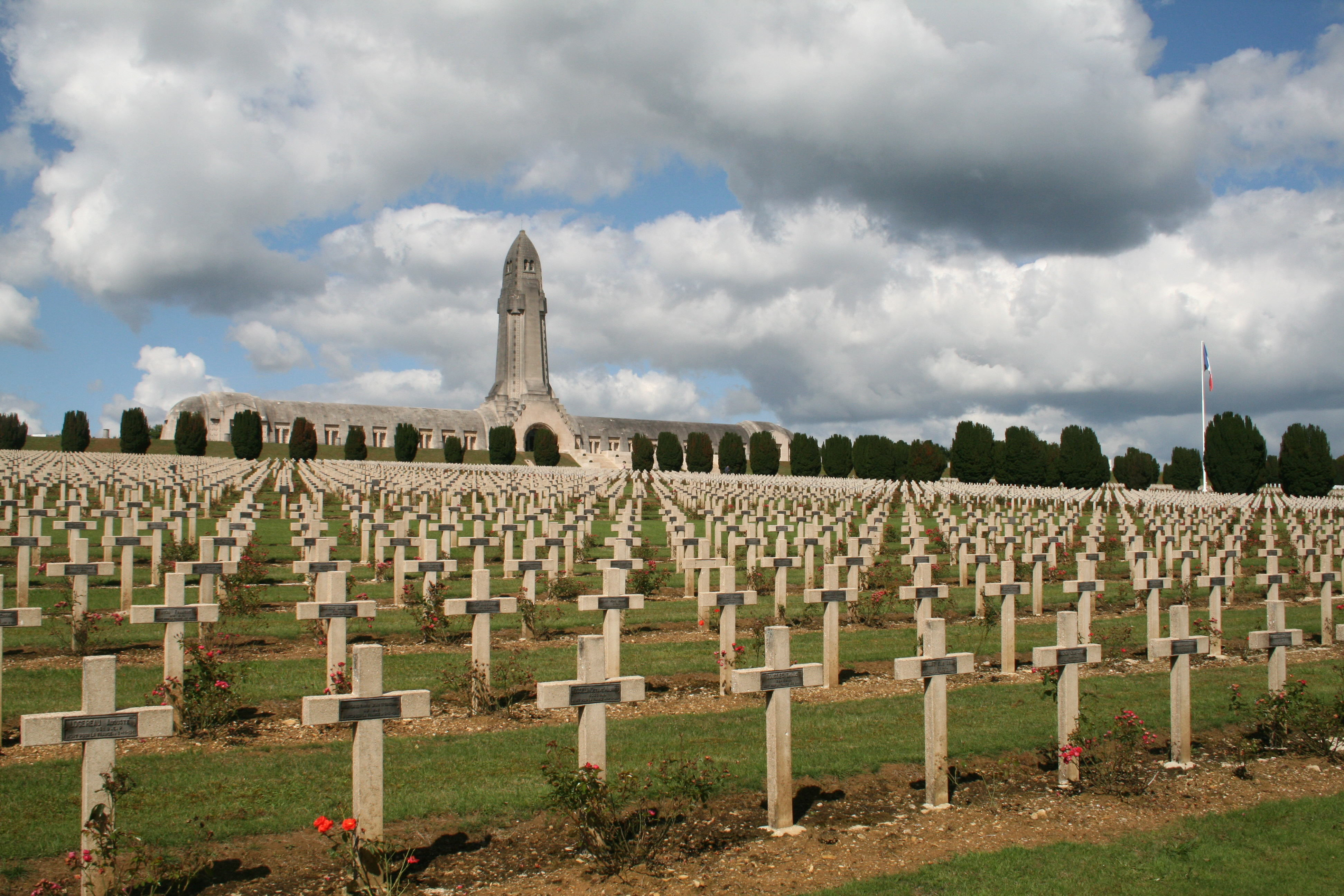
El Osario de Douaumont en Verdún, Francia.
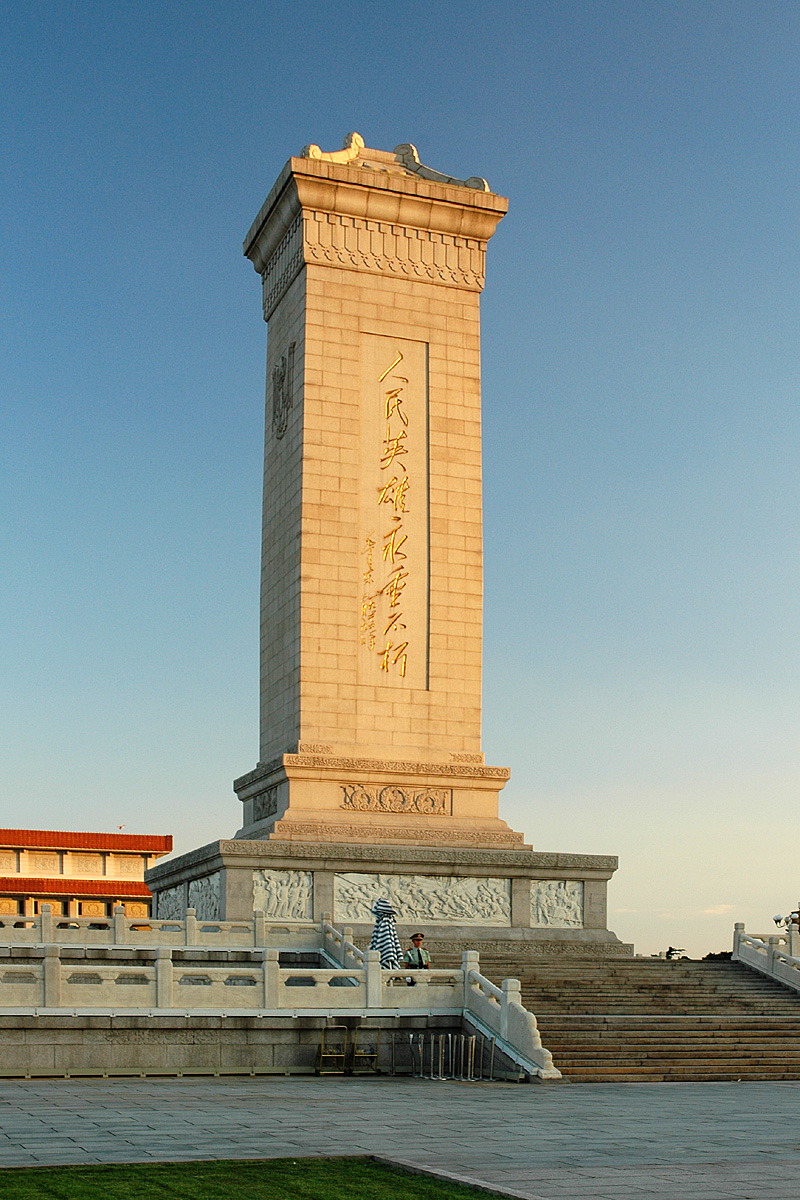
El Monumento a los Héroes del Pueblo en Pekín, China.
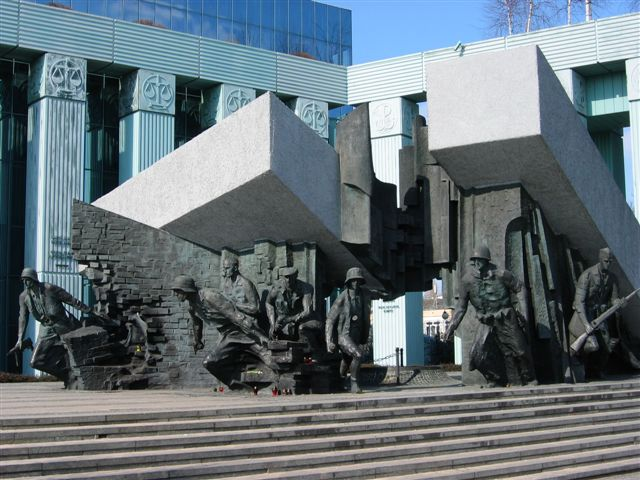
El Monumento al Alzamiento de Varsovia en la capital de Polonia.
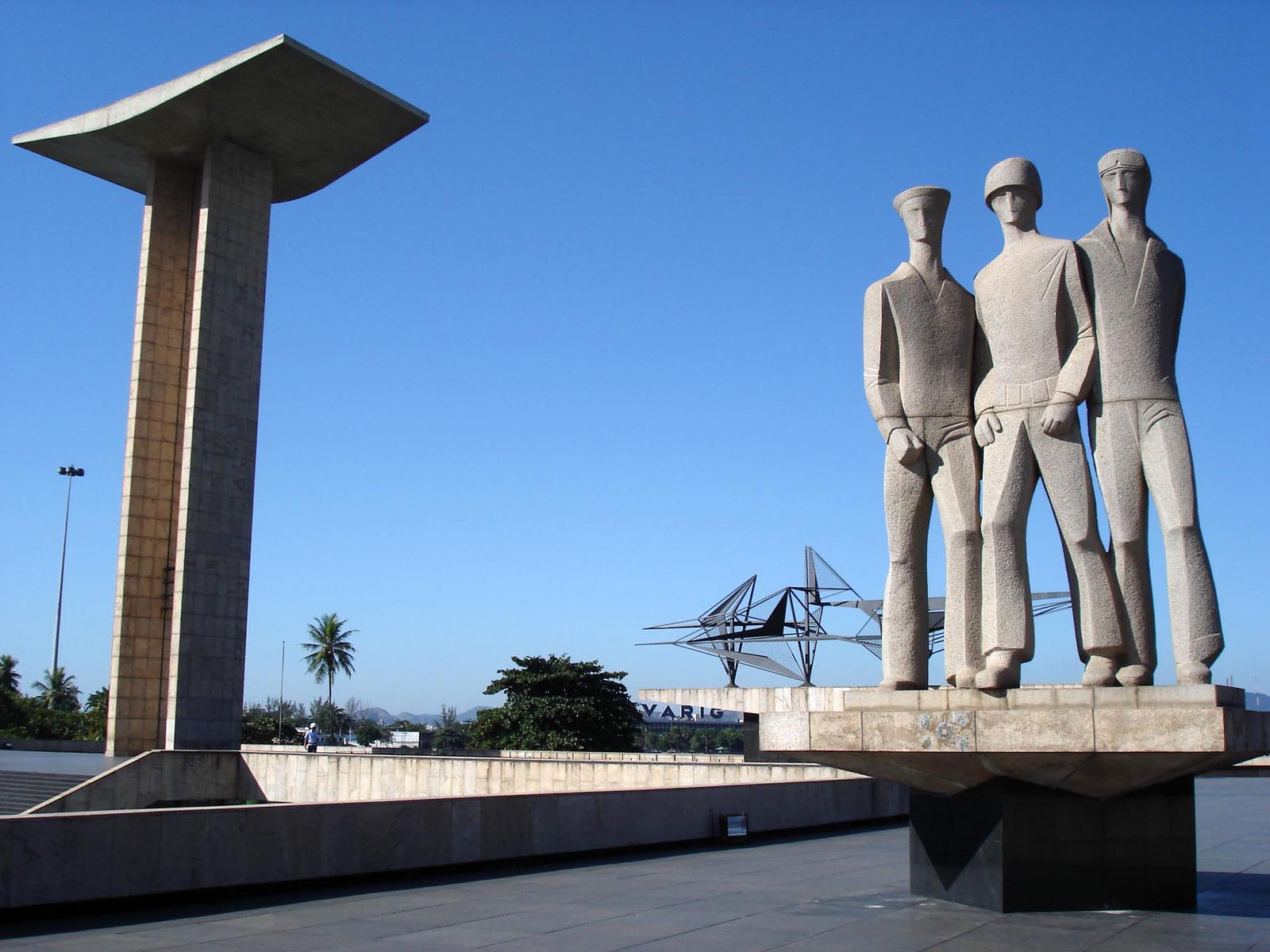
El Monumento a los muertos de la Segunda Guerra Mundial en Río de Janeiro, Brasil.
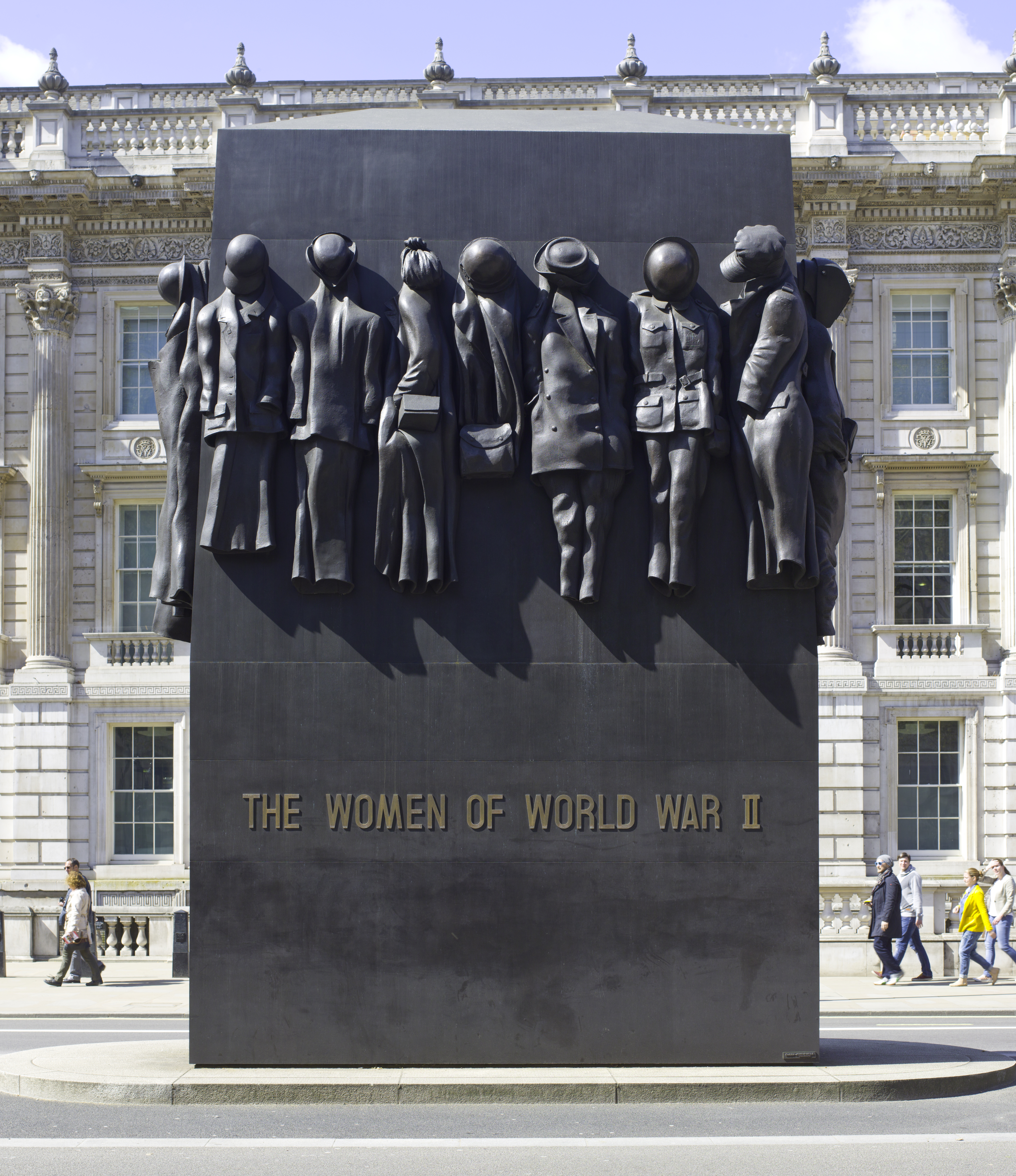
El Monumento a las Mujeres de la Segunda Guerra Mundial en Londres, Reino Unido.
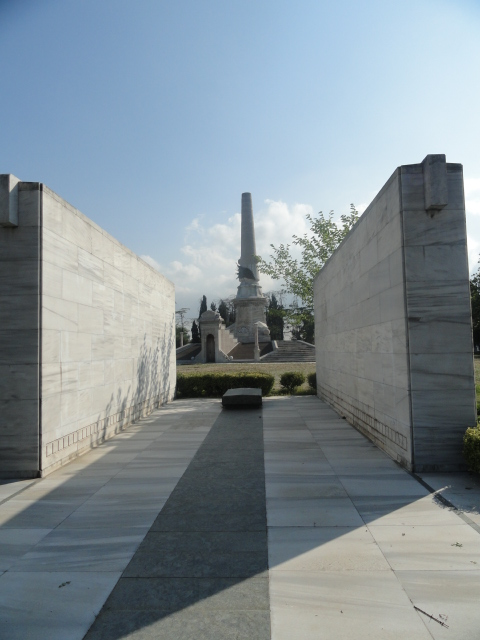
El Monumento de la Libertad en el distrito de Şişli de Estambul, Turquía.
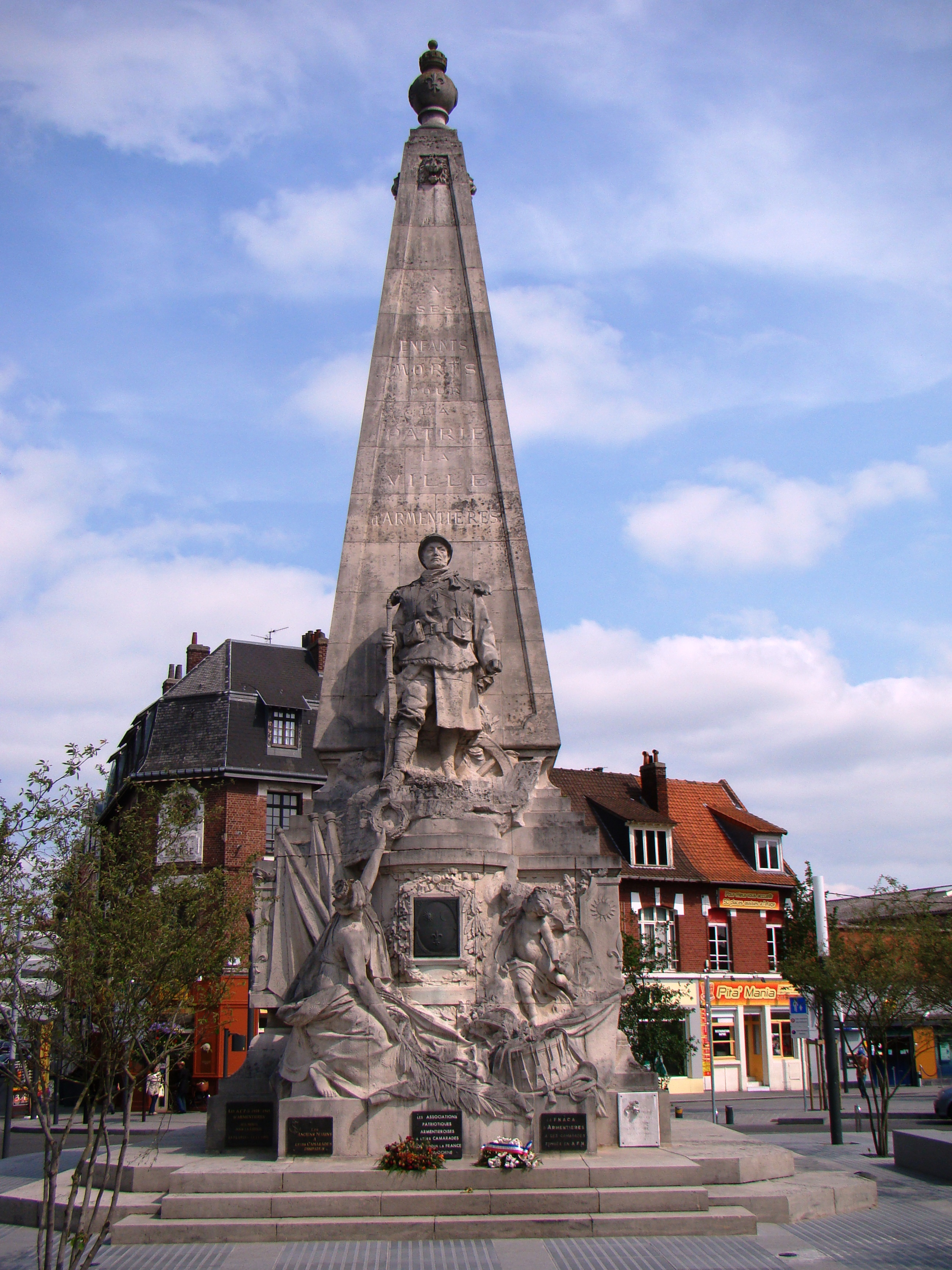
El monumento a los caídos en combate en Armentières, Francia, obra de Edgar Boutry